# 郭賡武
郭赓武（？—？），字伯揚，號虞階，福建晋江人，清朝政治人物，同进士出身。
乾隆二年（1737年）登丁巳恩科進士，授柳城縣知縣，后授安順府知府。